# João das Leis
Mestre João (das Leis), de seu nome João Peres pertencia à influente família alfacinha dos Nogueiras, do qual se julga que ele na altura possa ter sido o cabecilha, licenciado em Leis era um dos legistas letrados do Desembargo do Paço (entre 1320 a 1340), privado de D. Afonso IV de Portugal, seu chanceler-mór e membro do seu Conselho. Testamenteiro da rainha D. Beatriz, parece ter passado por uma «travessia do deserto» no reinado de D. Pedro, surgindo com D. Fernando novamente como membro da corte.
Embaixador do monarca D. Afonso IV à Cúria pontifícia em Junho de 1345, foi parte activa em algumas das acções mais importantes do reinado, casos do conflito com o bispo do Porto ou das pazes com D. Pedro ainda infante.
Como administrador do morgado de São Lourenço, cedido pelo seu meio-irmão o arcediago Filipe Lourenço e do tio Mestre Pedro clérigo e médico de D. Dinis, é enterrado com sua mulher na sua Igreja de São Lourenço (Socorro), fundada por ele em 1258 ou 1271 e à qual vinculou vários dos seus bens, com o seguinte letreiro: «Aqui jaz o M. e João das Leis Conselheiro do Rei D. Afonso IV de Portugal Padroeiro desta Igreja, e Provedor da Capela».

## Dados genealógicos
Pais:
- Lourenço Peres (Nogueira) ou Lourenço Peres Sénior,[10] 2º senhor do morgado de São Lourenço,
- Josefa (ou Joana) Filipa[11] (filho de casado e de solteira[7])

Casamento I:
- Maria Afonso Carregueira; seu verbete na  ou Maria Afonso (ou das Lebres), certamente filha de Afonso Eanes Carregueiro, sem descendência.[12]

Casamento II:
- Constança Afonso[11] (1332- depois de 1380) ou Constança Eanes, que era filha de um desembargador régio[12] Afonso Esteves.

Filhos do Casamento II:
- Beatriz Eanes casado com o Juiz do cível Airas Afonso Valente[13]
- Afonso Eanes Nogueira (1347-5 de Março de 1426), alcaide-mor de Lisboa casado com Joana Vaz de Almada (1356-Janeiro 1427), filha de Vasco Lourenço de Almada.
- Maria Afonso[11]
- Branca Eanes Nogueira casado com o Dr. em leis e conselheiro real Gil do Sem[14] ou Gil Docem[11]
- Violante Afonso de Azambuja casado com Martim Afonso Valente, alcaide-mor de Lisboa[11]
- Constança Afonso Nogueira casada com Martim Afonso Valente, senhor de juro e herdade de Oeiras.
- Lourenço Nogueira, comendador do Cano.